# Dumitru Nagîț
Dumitru Nagîț (n. 1949, Lipovăț, România – d. 31 ianuarie 2003, Suceava, România) a fost un om politic român, care a deținut funcția de primar al municipiului Iași, în perioada 22 noiembrie - 22 decembrie 1989.

## Biografie
Dumitru Nagîț (Rică) s-a născut în comuna Lipovăț (județul Vaslui) într-o familie de țărani - Nagîț Dumitru și Valenuța. După ce a absolvit școala generală din satul Căpușneni el a venit la Iași fiind admis printre primii la școala profesională de chimie. După absolvire acesteia, a urmat timp de cinci ani Liceul Energetic din Iași și apoi a absolvit Academia de Științe Economice din București. 
În perioada satisfacerii stagiului militar obligatoriu, a fost numit secretar cu probleme de propagandă. A absolvit ca șef de promoție Școala superioară de partid de la Brașov. În decursul unui singur an (1973-1974), Dumitru Nagîț a fost promovat succesiv în cadrul U.T.C., de la funcția de șef sector școli profesionale la șef sector PTAP, până la funcția de prim-secretar al Comitetului Județean Iași al U.T.C. După ce a activat timp de 10 ani în cadrul Uniunii Tineretului Comunist Iași, în anul 1984, Nagîț a fost numit secretar cu probleme organizatorice al Comitetului Municipal de Partid Iași. 
La 22 noiembrie 1989 a fost numit în funcția de prim-secretar al Comitetului Municipal PCR și primar al Iașului, înlocuindu-l în această funcție pe Eugen Nechifor. A deținut această poziție până la 22 decembrie 1989, când a fost înlăturat din funcție de Revoluția care a răsturnat de la putere regimul comunist.

## Activitatea sa de după Revoluția din 1989
Înlăturat din funcție de către Revoluția din decembrie 1989 după o singură lună de activitate ca primar, Dumitru Nagîț a contractat în anul 1990 un credit bancar de 2 milioane de lei, pentru a rentabiliza secția de industrie textilă din comuna Rediu (județul Iași), împreună cu Gheorghe Gurincu și el fost prim-secretar al UTC. După un an, secția s-a transformat în SC "Mondex" SRL, având ca principal obiect de activitate producția de tricotaje. La scurt timp, întreprinderea a dat faliment, iar cei doi asociați s-au despărțit. 
Dumitru Nagîț s-a orientat apoi spre comerț, înființând SC "Mondex Alc" SRL, firmă prin care fostul primar achiziționa cereale pentru fabricile de alcool. El a fost implicat în dosarul "mafiei alcoolului", fiind acuzat că a prejudiciat statul, împreună cu alte câteva persoane, cu circa 2 miliarde lei vechi. Procesul în care era acuzat fostul primar a fost strămutat la Suceava, pentru a fi judecat de către Curtea de Apel din acest oraș. Dumitru Nagîț și-a pierdut viața în data de 31 ianuarie 2003, în urma unui accident rutier, produs la 200 de metri de la ieșirea din comuna Bunești, înainte de satul Cumpărătura (județul Suceava), el aflându-se în drum spre Suceava, pentru a fi prezent la un termen al procesului. Cauza accidentului a constituit-o un accident vascular suferit cu câteva secunde înainte de a intra în "curba morții" de la Cumpărătura. În urma accidentului vascular suferit, Dumitru Nagîț a pierdut controlul volanului, autoturismul Dacia 1310 a părăsit șoseaua și a căzut într-un șanț, izbindu-se de un pom. Moartea a survenit aproape instantaneu în urma leziunilor grave provocate de impactul violent cu pomul. A fost înmormântat la Cimitirul Eternitatea din Iași . 